# Ratkovská Lehota
Ratkovská Lehota – wieś (obec) na Słowacji położona w kraju bańskobystrzyckim, w powiecie Rymawska Sobota. Pierwsze wzmianki o miejscowości pochodzą z roku 1413. 
Według danych z dnia 31 grudnia 2012, wieś zamieszkiwało 59 osób, w tym 27 kobiet i 32 mężczyzn.
W 2001 roku pod względem narodowości i przynależności etnicznej 93,85% mieszkańców stanowili Słowacy, a 6,15% Romowie.
Ze względu na wyznawaną religię struktura mieszkańców kształtowała się w 2001 roku następująco:
- Katolicy rzymscy – 89,23%
- Ewangelicy – 9,23%
- Nie podano – 1,54%